# JR四国の車両形式
JR四国の車両形式は、四国旅客鉄道（JR四国）に在籍する、あるいは在籍した鉄道車両の一覧である。

## 概要
他のJRグループ各社が基本的に日本国有鉄道（国鉄）時代の形式称号を踏襲したのに対し、JR四国は8000系電車、2000系気動車などのように、民営化後に自社で開発した車両は、大手私鉄の車両のような4桁の数字のみ（キハ、クハ、サハなどの記号もつかない）で形式番号を表示している。
1000 - 3000代が気動車、5000 - 8000代が電車、9000代が事業用車に割り当てられている。車種は100の位で、車両番号は10の位で区別されている。
例：6000系電車　（クモハ）6000形 - （サハ）6200形 - （クハ）6100形
JR四国はJR旅客鉄道6社のうち唯一新幹線を運営していないため、新幹線車両の保有はない。

## 現在の所属車両

### ディーゼル機関車
- 電気式
  - DF50形（四国鉄道文化館展示用）

### 電車
- 特急形
  - 8000系
  - 8600系
- 近郊形
  - 5000系
  - 6000系
  - 7000系
  - 7200系

### 気動車
- 特急形
  - キハ185系
  - 2000系
  - 2600系
  - 2700系
- 一般形
  - キハ32形
  - キクハ32形
  - キハ40系
  - キハ54形
  - 1000形
  - 1200形
  - 1500形
- 事業用
  - 9000系

### 貨車
- 無蓋車
  - トラ45000形（トロッコ列車「しまんトロッコ」用）
- 長物車
  - チキ6000形（レール輸送用）

### 導入予定車両
- 形式未定 - 1500形に似たデザインだが、新形式となるかは未定。量産先行車は2025年12月、量産車は2027年度よりの運行を予定している。近畿車輛製造[2]。

## 過去の所属車両

### ディーゼル機関車
- 液体式
  - DE10形

### 電車
- 近郊形
  - 111系
  - 113系
  - 121系

### 気動車
- 特急形
  - キハ181系
- 急行形
  - キハ57形
  - キハ58系
  - キハ65形
- 一般形
  - キハ20系
  - キハ35系
  - キハ45系

### 客車
- 特急形
  - 14系
- 急行形
  - 12系
- 一般形
  - 50系
- 事業用
  - マヤ34形（軌道検測車）

### 貨車
- 有蓋車
  - ワム80000形
- 無蓋車
  - トラ70000形
- ホッパ車
  - ホキ800形（バラスト輸送用）
- 車掌車
  - ヨ8000形
- 操重車
  - ソ80形
- 控車
  - ヒ600形